# Spelungula cavernicola
Spelungula cavernicola is een spinnensoort uit de familie Gradungulidae. De soort komt voor in Nieuw-Zeeland en is de typesoort van het geslacht Spelungula.
Het is de grootste spin van Nieuw-Zeeland. Met een lichaamslengte van 2,4 cm en een pootspanwijdte van meer dan 13 cm is het een opmerkelijke soort in de grotten van de regio Nelson waar ze leven. De spinnen zijn gevlekt en lichtbruin van kleur. S. cavernicola is uiterst zeldzaam en de enige beschermde spin van Nieuw-Zeeland. De spin voedt zich met weta's.